# سائورو اسکاولینی
سائورو اسکاوُلینی (ایتالیایی: Sauro Scavolini؛ ۳ فوریهٔ ۱۹۳۴) فیلم‌نامه‌نویس و کارگردان فیلم اهل ایتالیا است.

## گزیدهٔ فیلم‌شناسی
- حریف (۱۹۸۸)
- انتقامجویی از آینده (۱۹۸۶)
- مانایا (۱۹۷۷)
- میهمان (۱۹۷۴)
- تابستان زیبا (۱۹۷۴)
- آنا، آن لذت خاص (۱۹۷۳)
- تمامی رنگ‌های تاریکی (۱۹۷۲)
- گناه در وجودت حبس شده و فقط من کلیدش را دارم (۱۹۷۲)
- دم عقرب (۱۹۷۱)
- شهر وحشی (۱۹۷۰)
- ده‌هزار دلار برای یک قتل‌عام (۱۹۶۷)